# Сдружение за дива природа Балкани
Сдружениетж за дива природа „Балкани“ е организация с нестопанска цел, работеща в обществена полза, която цели проучването, опазването и възстановяването на флората и фауната в природните екосистеми, както и съхраняването им.
Сдружението започва работата си през 1988 г. Регистрирано е като юридическо лице под името „Зелени Балкани – София“ през 1992 г. Преименува се на Сдружение за дива природа „Балкани“ през 2000 г.
Благодарение на работата на сдружението през 2002 г. е направено проучване и мониторинг на флората и фауната в Драгоманско блато.